# Kungsörs SK
Kungsörs SK är en idrottsförening från Kungsör i Södermanland men i Västmanlands län, bildad 5 maj 1912. Föreningen har idag (2022) sektioner inom cykel, friidrott, skidor och triatlon.

## Fotboll
En av de första idrotter som Kungsörs SK utövade var fotboll. KSK var länge köpingens näst bästa lag bakom IF Rune men övertog i slutet av 1990-talet postionen som ortens främsta fotbollsförening.  Inför säsongen 2001 slogs de rivalerna ihop i Kungsörs BK.